# منير الفنجري

منير الفنجري (ممثل) 1916 - 1965

منير الفنجري (بالإنجليزية: Mounir Al-Fangari) ممثل مصري من مواليد 8 يناير 1916 في حي المطرية بالقاهرة. حصل علي الشهادة الابتدائية عام 1928 من القاهرة. أحب التمثيل وكان يتجول بصحبة الفرق المسرحية التي تتجول في المحافظات المصرية مثل فرقة نجيب الريحاني وفرقة علي الكسار وفرقة عزيز عيد ليشاهدهم ويشجعهم ويتعلم منهم التمثيل وقواعده المختلفة ويكتسب الخبرة.
التحق الفنجري بإحدى الوظائف الخاصة بالقاهرة منذ عام 1936، وتزوج من فتاة مصرية عام 1937. تعرف علي كثير من عمالقة السينما المصرية في ذلك الوقت مثل محمد عبد الوهاب ونجيب الريحاني وسراج منير وحسين رياض وغيرهم. منحه المخرج محمد كريم الفرصة في فيلم «ممنوع الحب» في أحد الادوار الصغيرة عام 1942، وكذلك المخرج أحمد بدرخان اشركه في فيلم «شهر العسل» عام 1945، ثم أنطلق في أفلام أخرى كثيرة.
يعتبر عام 1952 هو العام الذي شهد أعلى معدل له في المشاركة السينمائية حيث شارك في 6 أفلام.
نال محبة إسماعيل يس وفريد شوقي وقاموا باشراكه معهم في مجموعة من الأفلام: 22 فيلم مع إسماعيل يس، وعشرة أفلام مع فريد شوقي.
توفي منير الفنجري في 9 فبراير 1965 عن عمر يناهز 49 سنة وقد عمل في 97 فيلماً.

## أهم أعماله
فيلم «ممنوع الحب» للمخرج محمد كريم عام 1942، قام بدور «عباس».
فيلم «فايق ورايق» للمخرج حلمي رفلة عام 1951، قام بدور سكرتير شركة الأفلام المجففة.
فيلم «حماتي ملاك» للمخرج عيسى كرامة عام 1959، قام بدور «أنور أفندي».
فيلم «خلخال حبيبي» للمخرج حسن رضا عام 1960، قام بدور «عليوة عامل المقهى».
فيلم «المجانين في نعيم» للمخرج حسن الصيفي عام 1963 (آخر أعماله).

## وصلات خارجية
https://elcinema.com/person/1044299 منير الفنجري
https://dhliz.com/artist/mounir_al_fangary/ منير الفنجري 
https://www.imdb.com/name/nm2900472/?ref_=nv_sr_srsg_0 منير الفنجري 
https://karohat.com/Person/dc540727-f490-4635-bc1b-7ca19019c714 منير الفنجري